# اقتراض معنوي

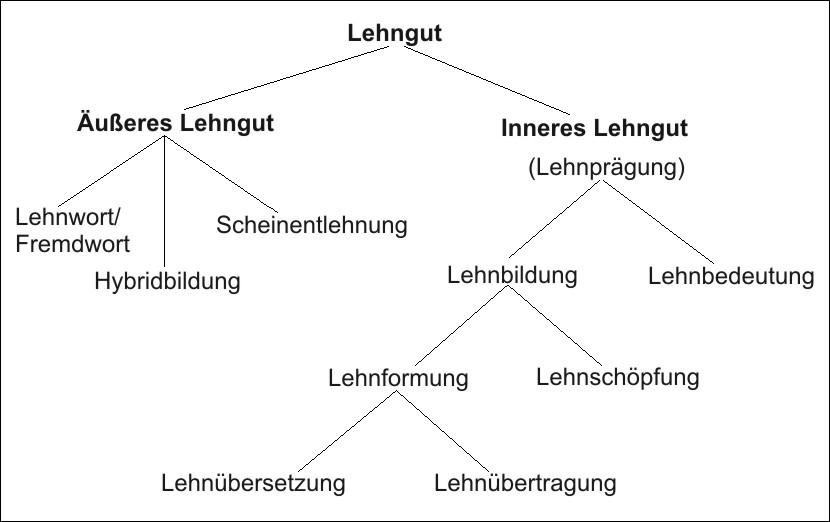

الاقتراض المعنوي هو اقتراض المعاني، ويكون بإكساب الكلمة المترجَم بها معظم معاني الكلمة المترجَمة، مع أن الأولى استعملت لترجمة معنى واحد للثانية أو بعض معانيها. في الغالب، تكون الكلمة المترجمة مشركا لفظيا وتصير المترجم بها كذلك، وقد تتعدى فتصير من الأسماء المنقولة عن معناها الأصلي. خلاف الاقتراض المعنوي الاقتراض اللفظي.
| كلمة    | معنى عام (أصلي) | معنى اصطلاحي (نقلي) |
| ------- | --------------- | ------------------- |
| مبدأ    | بداية           | قاعدة               |
| مسألة   | سؤال            | أطروحة              |
| نظر[ية] | إبصار           | تصور تفسيري         |